# فرودگاه منطقه‌ای دیر لیک
فرودگاه منطقه‌ای دیر لیک (به انگلیسی: Deer Lake Regional Airport) یک فرودگاه همگانی باربری با کد یاتا YDF است که یک باند فرود آسفالت بتن دارد و طول باند آن ۲٬۴۴۰ متر است. این فرودگاه در کشور کانادا قرار دارد و در ارتفاع ۲۱ متری از سطح دریا واقع شده‌است.

## شرکت‌های هواپیمایی و مقصدهای پروازی

### مسافری
| شرکت‌های هواپیمایی  | مقصدهای پروازی                                |
| ------------------ | --------------------------------------------- |
| Air Canada Express | سی‌اف‌بی گوس بی، هلفکس استانفیلد، سنت جان، وابش |
| ایر کانادا روژ     | پیرسون تورنتو                                 |
| ایر لابرادور       | Goose Bay، سینت جانز، نیوفاندلند و لابرادور   |
| پروونشل ایرلاینز   | سی‌اف‌بی گوس بی، سنت جان، استفنویل              |
| سان‌وینگ ایرلاینز   | فصلی: پونتا کانا، خوآن گئوآلبرتو گومس         |
| وست جت             | پیرسون تورنتو                                 |
| WestJet Encore     | هلفکس استانفیلد                               |
| Nolinor Aviation   | چارتر فصلی: فردریکتون، سی‌اف‌بی گرینوود         |